# Храм Троицы в Орехове-Борисове
Храм Тро́ицы Живонача́льной в Орехове-Борисове в честь тысячелетия крещения Руси — православный храм в районе Орехово-Борисово Северное города Москвы. Относится к Даниловскому благочинию Московской епархии Русской православной церкви. Построен в 2004 году в память о тысячелетии Крещения Руси.
Имеет статус патриаршего подворья.

## История
Решение о строительстве в Москве храма в честь Святой Троицы, посвящённого 1000-летию Крещения Руси, было принято в 1988 году, но первоначально планировалось в ином месте, в 1,5 км западнее настоящего (близ музея-заповедника «Царицыно» 13 июня 1988 года патриарх Пимен освятил закладной камень, что явилось следствием удовлетворения исполкомом Моссовета просьбы Московской патриархии, высказанной во время встречи Генерального секретаря ЦК КПСС Михаила Горбачёва с патриархом и членами Синода 29 апреля того же года). Согласно программе конкурса, храм должен был вмещать 10 тыс. человек, иметь в цокольном этаже конференц-зал, две трапезных, пищеблок, магазин и пр..
Однако в начале 1990-х годов перед Московской патриархией открылись такие возможности, что строительство гигантского храма на далёкой окраине столицы стало неактуально, в частности, ввиду начавшегося в 1995 году воссоздания храма Христа Спасителя на Волхонке.
1 сентября 2001 года патриарх Алексий II совершил молебен на начало строительства храма-памятника Троицы Живоначальной в Орехове-Борисове вместимостью на 4 тыс. человек.
К весне 2004 года строительство храмового здания было завершено, коллектив художников-иконописцев под руководством народного художника Российской Федерации, члена-корреспондента Российской академии художеств Василия Нестеренко приступил к росписи храма, проект которой был утверждён патриархом Алексием II и мэром Москвы Юрием Лужковым 12 мая 2004 года. Грандиозный керамический иконостас выполнен Санкт-Петербургскими мастерскими под руководством художника Юрия Волкотруба. Все иконы для него написала Анна Калинина — московский иконописец, авторская работа которой по созданию 48 икон этого иконостаса признана Российской академией художеств одной из лучших в Москве. От Русской православной церкви Анна Калинина получила золотую медаль ордена Преподобного Сергия Радонежского (2004) и серебряную медаль Российской академии художеств (2012). Иконы в киоты выполнены иконописцами под руководством Елены Князевой. За эту работу она была удостоена ордена Преподобного Сергия Радонежского Русской православной церкви III степени.
19 мая 2004 года в день отдания праздника Пасхи Христовой патриарх Московский и всея Руси Алексий в сослужении митрополитов Крутицкого и Коломенского Ювеналия, Смоленского и Калининградского Кирилла и Калужского и Боровского Климента и многочисленного сонма иерархов и священнослужителей совершил освящение и возглавил Божественную литургию при огромном стечении молящихся. На освящении присутствовали первоиерарх РПЦЗ митрополит Лавр (Шкурла), архиепископы Марк (Арндт) и Кирилл (Дмитриев) и сопровождавшие их священнослужители При этом представители делегации РПЦЗ не служили, так как на тот момент между двумя ветвями Русской церкви формально не существовало евхаристического общения.

## Архитектура храма
Комплекс зданий на Борисовских прудах спроектирован в византийском стиле: собственно сам храм представляет собой однокупольное крестообразное здание с четырьмя приделами. Его высота (с крестом) — 70 м; вместимость — до 4 тыс. человек. В цокольном этаже храма имеется баптистерий для крещения взрослых через полное погружение. В состав комплекса Патриаршего подворья на Борисовских прудах также входят дом причта, воскресная школа, звонница и часовня во имя Святого благоверного князя Александра Невского.
Слева при входе в основное здание висит мраморная доска с надписью: «Сей храм, знаменующий Первое Тысячелетие Крещения Руси, воздвигнут по милости Божией по благословению Святейшего патриарха Московского и всея Руси Алексия II трудами и на средства Балтийской строительной компании. 2004 год от Рождества Христова». Справа же висит мраморная доска со списком попечительского совета храма.
Внутри храма — фарфоровый иконостас, выполненный в традициях знаменитых Кузнецовских мастерских XIX века. На колоннах висят две мраморные доски со списками трудившихся при воздвижении храма.
Мозаичные панно на Часовне Александра Невского, звоннице и Воскресной школе выполнены в Петербургской мозаичной мастерской Екатерины Огородниковой. Там же для Патриаршего зала изготовлены восемь мозаичных портретов патриархов Русской православной церкви.
Согласно постановлению Правительства Москвы от 13 октября 2014 года № 600-ПП «О присвоении наименования улице города Москвы» пешеходной аллее, расположенной в районе Орехово-Борисово Северное Южного административного округа города Москвы и ведущей от Каширского шоссе к главному входу храма Живоначальной Троицы, присвоено наименование — аллея Патриарха Алексия II.

## Духовенство
- Протоиерей Олег Воробьёв — настоятель храма.
- Священник Антоний Старунов.
- Священник Пётр Ткачук.